# Dmitri Konstantínovich
Dmitri Konstantínovich (en ruso: Дми́трий Константи́нович Су́здальский; 1324 - 5 de junio de 1383), fue un poderoso príncipe de Súzdal y Nizhni Nóvgorod que dominó las políticas rusas durante la minoría de su yerno, Dmitri Donskói. La famosa familia Shuiski desciende de su hijo mayor, Basilio Kirdyapa. 
Descendiente de Vsévolod Gran Nido y también de Yaroslav II de Vladímir (era bisnieto del tercer hijo de Yaroslav II, Andréi III de Vladímir), heredó Súzdal en 1359 y Nizhni Nóvgorod en 1365. Su política hacia los tártaros fue conciliatoria en su mayor parte, ya que sus tierras orientales estuvieron continuamente expuestas a sus ataques. Después de cierta rivalidad con Dmitri Donskói de Moscú, fue nombrado gran príncipe de Vladímir por el kan de la Horda de Oro en 1360. Durante su reinado, tuvo disputas constantes con la República de Nóvgorod debido las incursiones de los piratas novgorodienses que saqueaban su propia capital y los mercados tártaros a lo largo del río Volga.
Tres años después, fue destronado y tuvo que hacer las paces con Dmitri al casarlo con su hija, Eudoxia. Uniéndose al ejército de su yerno, condujo una campaña contra Bulgaria del Volga y Mordovia. En 1377, fueron derrotados por los tártaros en el río Piana, porque estaban demasiado borrachos para luchar. Sin embargo, en 1382, Dmitri Konstantínovich se puso del lado de kan Toqtamish en el asedio a Moscú y envió a sus hijos a servir en el ejército tártaro. Moriría en Nizhni Nóvgorod el 5 de junio de 1383.

## Descendencia
Dmitri y su esposa Vasilisa de Rostov tuvieron tres hijos:
- Basilio Kirdyapa (c. 1350-1403), príncipe de Súzdal. Su descendiente en sexta generación fue el zar Basilio IV de Rusia.
- Simeón (murió en 1402), príncipe de Súzdal. Su descendiente en octava generación fue el zar Miguel I Románov de Rusia.
- Eudoxia (murió en 1407), se casó con el gran príncipe de Moscú Dmitri Donskói.